# ديكلان هيجارتي
ديكلان هيجارتي (بالإنجليزية: Declan Hegarty)‏ هو منافس ألعاب قوى أيرلندي، ولد في 12 أكتوبر 1960 في جزيرة أيرلندا في المملكة المتحدة.

## وصلات خارجية
- ديكلان هيجارتي على موقع الاتحاد الدولي لألعاب القوى (الإنجليزية)
- ديكلان هيجارتي على موقع أوليمبيديا (الإنجليزية)